# Liste der Baudenkmale in Schönwalde-Glien
In der Liste der Baudenkmale in Schönwalde-Glien sind alle denkmalgeschützten Bauten der brandenburgischen Gemeinde Schönwalde-Glien und ihrer Ortsteile aufgelistet. Grundlage ist die Veröffentlichung der Landesdenkmalliste mit dem Stand vom 31. Dezember 2021.

## Baudenkmale in den Ortsteilen
In den Spalten befinden sich folgende Informationen:
- ID-Nr.: Die Nummer wird vom Brandenburgischen Landesamt für Denkmalpflege vergeben. Ein Link hinter der Nummer führt zum Eintrag über das Denkmal in der Denkmaldatenbank. In dieser Spalte kann sich zusätzlich das Wort Wikidata befinden, der entsprechende Link führt zu Angaben zu diesem Denkmal bei Wikidata.
- Lage: die Adresse des Denkmales und die geographischen Koordinaten. Link zu einem Kartenansichtstool, um Koordinaten zu setzen. In der Kartenansicht sind Denkmale ohne Koordinaten mit einem roten beziehungsweise orangen Marker dargestellt und können in der Karte gesetzt werden. Denkmale ohne Bild sind mit einem blauen bzw. roten Marker gekennzeichnet, Denkmale mit Bild mit einem grünen beziehungsweise orangen Marker.
- Bezeichnung: Bezeichnung in den offiziellen Listen des Brandenburgischen Landesamtes für Denkmalpflege. Ein Link hinter der Bezeichnung führt zum Wikipedia-Artikel über das Denkmal.
- Beschreibung: die Beschreibung des Denkmales
- Bild: ein Bild des Denkmales und gegebenenfalls einen Link zu weiteren Fotos des Baudenkmals im Medienarchiv Wikimedia Commons

### Grünefeld
| ID-Nr.   | Lage                             | Bezeichnung               | Beschreibung | Bild           |
| -------- | -------------------------------- | ------------------------- | --- | -------------- |
| 09150106 | Grünefelder Dorfstraße 30 (Lage) | Wohnhaus                  | | BW             |
| 09150451 | Grünefelder Dorfstraße 32 (Lage) | Wohnhaus (Mittelflurhaus) | | BW             |
| 09150107 | Grünefelder Dorfstraße 36 (Lage) | Wohnhaus (Mittelflurhaus) | | BW             |
| 09150114 | Grünefelder Dorfstraße 52 (Lage) | Wohnhaus (Mittelflurhaus) | | BW             |
| 09150108 | Grünefelder Dorfstraße 54 (Lage) | Wohnhaus (Mittelflurhaus) | | BW             |
| 09150689 | Paarener Straße (Lage)           | Dorfkirche                | Die barocke Dorfkirche entstand im Jahr 1733 unter Verwendung eines Vorgängerbaus. Das Bauwerk wurde 1910 durch einen neobarocken Kirchturm erweitert. Im Innenraum steht unter anderem eine Orgel, die Carl Ludwig Gesell gemeinsam mit Carl Schultze im Jahr 1850 errichtete. | weitere Bilder |

### Paaren im Glien
| ID-Nr.                          | Lage                  | Bezeichnung               | Beschreibung | Bild                 |
| ------------------------------- | --------------------- | ------------------------- | --- | -------------------- |
| 09150251                        | (Lage)                | Dorfkirche                | Die evangelische Dorfkirche wurde im Jahre 1866 als neugotischer Bau erbaut. Die Ausstattung im Inneren ist aus der Bauzeit. | weitere Bilder       |
| 0915062 Teilobjekt zu: 09150251 | (Lage)                | Orgel                     | | BW                   |
| 09150536                        | Chaussee 17 (Lage)    | Jagdhaus                  | | BW                   |
| 09150252                        | Hauptstraße 20 (Lage) | Wohnhaus (Mittelflurhaus) | | BW                   |
| 09150253                        | Hauptstraße 35 (Lage) | Wohnhaus „Stägehaus“      | | Wohnhaus „Stägehaus“ |

### Pausin
| ID-Nr.                           | Lage               | Bezeichnung                                                     | Beschreibung | Bild                                                            |
| -------------------------------- | ------------------ | --------------------------------------------------------------- | --- | --------------------------------------------------------------- |
| 09150261                         | Am Anger (Lage)    | Dorfkirche                                                      | Die evangelische Dorfkirche wurde 1755 erbaut. Im Jahre 1857 brannte die Kirche, sie wurde danach wieder aufgebaut. Im Inneren eine Kanzel aus dem 18. Jahrhundert. | weitere Bilder                                                  |
| 09150262                         | Am Anger 5 (Lage)  | Gehöft mit Wohnhaus (Mittelflurhaus), Scheune und Seitengebäude | | Gehöft mit Wohnhaus (Mittelflurhaus), Scheune und Seitengebäude |
| 09150870 Teilobjekt zu: 09150262 | Am Anger 5 (Lage)  | Wohnhaus                                                        | | BW                                                              |
| 09150871 Teilobjekt zu: 09150262 | Am Anger 5 (Lage)  | Scheune                                                         | | BW                                                              |
| 09150872 Teilobjekt zu: 09150262 | Am Anger 5 (Lage)  | Stall                                                           | | BW                                                              |
| 09150873 Teilobjekt zu: 09150262 | Am Anger 5 (Lage)  | Nebengebäude                                                    | | BW                                                              |
| 09150430                         | Am Anger 7 (Lage)  | Gehöft mit Wohnhaus (Mittelflurhaus), Stallgebäude, Scheune     | | BW                                                              |
| 09150926 Teilobjekt zu: 09150430 | Am Anger 7 (Lage)  | Wohnhaus                                                        | | BW                                                              |
| 09150927 Teilobjekt zu: 09150430 | Am Anger 7 (Lage)  | Stall                                                           | | BW                                                              |
| 09150928 Teilobjekt zu: 09150430 | Am Anger 7 (Lage)  | Scheune                                                         | | BW                                                              |
| 09150532                         | Am Anger 27 (Lage) | Wohnhaus                                                        | | Wohnhaus                                                        |

### Perwenitz
| ID-Nr.            | Lage                             | Bezeichnung                                                    | Beschreibung | Bild                                                           |
| ----------------- | -------------------------------- | -------------------------------------------------------------- | --- | -------------------------------------------------------------- |
| 09150263 Wikidata | (Lage)                           | Dorfkirche                                                     | Die evangelische Kirche wurde 1840 erbaut. Der Turm ist quadratisch und nach der Schinkel-Schule erbaut. Im Inneren ist die Ausstattung aus der Bauzeit. | weitere Bilder                                                 |
| 09150264          | (Lage)                           | Grabstätten zweier polnischer Zwangsarbeiter, auf dem Friedhof | | Grabstätten zweier polnischer Zwangsarbeiter, auf dem Friedhof |
| 09150014          | Perwenitzer Dorfstraße 11 (Lage) | Nebengebäude des Guts (Eiskeller)                              | | Nebengebäude des Guts (Eiskeller)                              |

### Schönwalde-Dorf
| ID-Nr.   | Lage                 | Bezeichnung                                                                                           | Beschreibung | Bild                              |
| -------- | -------------------- | --- | ------------ | --------------------------------- |
| 09150565 | ()                   | Vier Flugzeughallen des ehemaligen Fliegerhorstes Schönwalde (siehe auch Bötzow, Landkreis Oberhavel) |              | ein Bild hochladen                |
| 09150354 | Dorfstraße (Lage)    | Dorfkirche                                                                                            | Dorfkirche   | weitere Bilder                    |
| 09150353 | Dorfstraße 17 (Lage) | Wohnhaus                                                                                              |              | Wohnhaus                          |
| 09150357 | Dorfstraße 31 (Lage) | Wirtschaftsgebäude der Gutsanlage                                                                     |              | Wirtschaftsgebäude der Gutsanlage |

### Schönwalde-Siedlung
| ID-Nr.   | Lage                       | Bezeichnung                                                                    | Beschreibung                                                         | Bild                                                                           |
| -------- | -------------------------- | ------------------------------------------------------------------------------ | -------------------------------------------------------------------- | ------------------------------------------------------------------------------ |
| 09150355 | Berliner Allee 9 (Lage)    | Gasthof „Schwanenkrug“                                                         | Fachwerkbau von 1786, alte Pferdestation an der Hamburger Poststraße | Gasthof „Schwanenkrug“                                                         |
| 09150356 | Fehrbelliner Straße (Lage) | Mahnmal der Vereinigung der Verfolgten des Naziregimes (VVN), auf dem Friedhof |                                                                      | Mahnmal der Vereinigung der Verfolgten des Naziregimes (VVN), auf dem Friedhof |

### Wansdorf
| ID-Nr.                           | Lage                                | Bezeichnung | Beschreibung | Bild |
| -------------------------------- | ----------------------------------- | --- | --- | --- |
| 09150485                         | ()                                  | Halbmeilenobelisk | Postmeilensäule am Postkurs „Alte Hamburger Poststraße“. Inschrift: Inschrift, nach Uetz 1 km / nach Paretz 5,5 km / nach Ketzin 7,8 km. | Halbmeilenobelisk |
| 09150383                         | ()                                  | Ganzmeilenobelisk, bei km 5 nördlich von Wansdorf | | ein Bild hochladen |
| 09150385 Wikidata                | Wansdorfer Dorfstraße (Lage)        | Dorfkirche | Nach dem Brand eines Vorgängerbaus im Jahr 1716 unter Einbezug der Feldsteinwände der mittelalterlichen Kirche errichtetes Kirchengebäude in barocker Gestalt. Gesondert unter Denkmalschutz steht eine Lütkemüller-Orgel aus dem Jahr 1854 (siehe nachfolgende Tabellenzeile). | weitere Bilder |
| 09150658 Teilobjekt zu: 09150385 | Wansdorfer Dorfstraße (Lage)        | Orgel | Orgel in der Wansdorfer Dorfkirche, die 1854 von Friedrich Hermann Lütkemüller gebaut wurde. | BW |
| 09150447                         | Wansdorfer Dorfstraße 24 (Lage)     | Neues Gutshaus | | BW |
| 09150384                         | Wansdorfer Dorfstraße 20, 22 (Lage) | Gutsanlage mit Altem Gutshaus, rechtem Stallgebäude, linkem Stallgebäude, linkem Nebengebäude, Scheune, äußerem rechten Stallgebäude, Brennerei, Waage und Verwaltungsgebäude | | Gutsanlage mit Altem Gutshaus, rechtem Stallgebäude, linkem Stallgebäude, linkem Nebengebäude, Scheune, äußerem rechten Stallgebäude, Brennerei, Waage und Verwaltungsgebäude |
| 09150529                         | Wansdorfer Dorfstraße 35 (Lage)     | Pfarrhaus mit Stallgebäude | | Pfarrhaus mit Stallgebäude |
| 09150713                         | Wansdorfer Dorfstraße 55 a (Lage)   | Wohn- und Geschäftshaus | | BW |